# Dryoscopus
Dryoscopus – rodzaj ptaków z rodziny dzierzbików (Malaconotidae).

## Zasięg występowania
Rodzaj obejmuje gatunki występujące w Afryce.

## Morfologia
Długość ciała 13,5–19 cm; masa ciała 13–44 g.

## Systematyka

### Etymologia
- Dryoscopus (Drioscopus): gr. δρυς drus, δρυος druos „drzewo”; σκοπος skopos „obserwator, punkt obserwacyjny”, od σκοπεω skopeō „oglądać”[6].
- Chaunonotus: gr. χαυνος khaunos „nadęty, wydęty”, od χαυνοω khaunoō „relaksować się”; -νωτος -nōtos „-grzbiety”, od νωτον nōton „plecy, grzbiet”[7]. Typ nomenklatoryczny: Thamnophilus sabini J.E. Gray, 1831.

### Podział systematyczny
Do rodzaju należą następujące gatunki:
- Dryoscopus sabini (J.E. Gray, 1831) – turniurzyk grubodzioby
- Dryoscopus angolensis Hartlaub, 1860  – turniurzyk jasnonogi
- Dryoscopus senegalensis (Hartlaub, 1857) – turniurzyk czerwonooki
- Dryoscopus cubla (Latham, 1801) – turniurzyk srokaty
- Dryoscopus gambensis (M.H.C. Lichtenstein, 1823) – turniurzyk sawannowy
- Dryoscopus pringlii F.J. Jackson, 1893 – turniurzyk mały